# Septembre 1777

## Événements

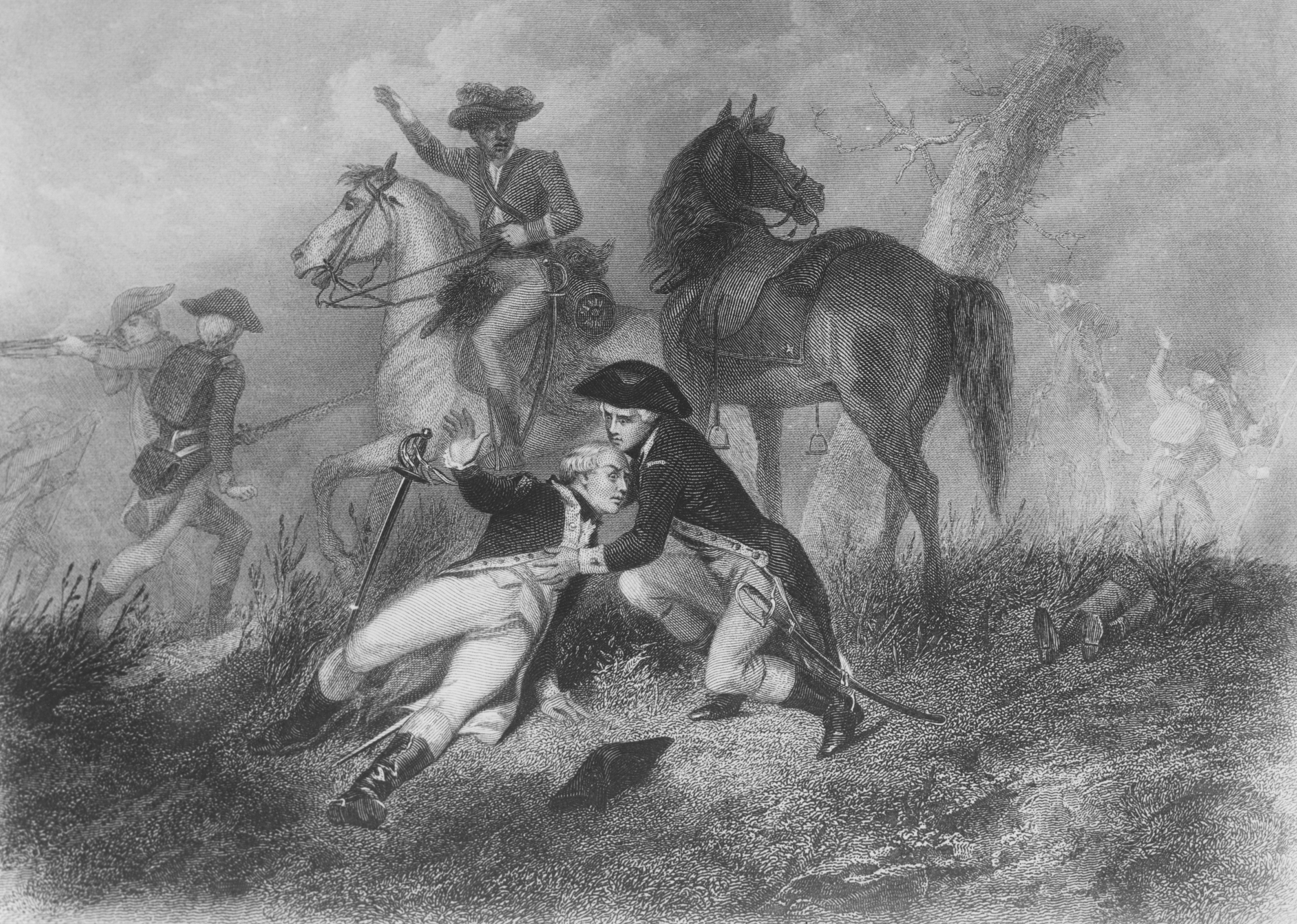
La Fayette blessé à la bataille de Brandywine

- France : Septembre - octobre : vendanges tardives et pauvres. Les prix du vin culminent en 1778.

- 3 septembre, Cooch's Bridge (en) : dans une escarmouche mineure, dans le Comté de New Castle, dans le Delaware, le pavillon des États-Unis se bat dans une bataille pour la première fois.

- 8 septembre : la Capitainerie générale du Venezuela est créée par le roi Charles III d'Espagne ; elle comprend les territoires actuels du Venezuela et l'île de Trinité (Trinité-et-Tobago)[1].

- 11 septembre, Campagne de Philadelphie : victoire loyaliste à la bataille de Brandywine.

- 19 septembre : victoire des insurgés américains du général Horatio Gates à la bataille de Saratoga. Échec de l’invasion britannique de l’État de New York montée par « Gentleman Johnny » Burgoyne.

- 26 septembre : à la suite de la victoire de Brandywine sur l'armée américaine du général George Washington, l'armée britannique du général Howe se rend maître de Philadelphie.

- 27 septembre : le Congrès continental se réunit pour un jour à "Court House" à Lancaster (Pennsylvanie), c'est donc la nouvelle capitale.

- 30 septembre : le Congrès continental se réunit à "Court House" à York (Pennsylvanie), c'est donc la nouvelle capitale.

## Naissances
- 12 septembre : Henri-Marie Ducrotay de Blainville († 1850), zoologue français.
- 28 septembre : Jacques-Louis Maupillier, combattant des guerres de Vendée († 24 juin 1857).

## Décès
- 13 septembre : Louis-Claude Bourdelin (né en 1696), chimiste français.
- 22 septembre : John Bartram (né en 1699), naturaliste et explorateur américain considéré comme le "père de la botanique américaine".
- 25 septembre : Johann Heinrich Lambert (né en 1728), mathématicien et astronome allemand.